# Hokejové divize 1947/1948
Československé divize ledního hokeje 1947/1948 byla druhou nejvyšší hokejovou soutěží na území Československa.

## Systém soutěže
Soutěž se skládala ze 14 skupin po 6 účastnících. Soutěže nebyly z klimatických a politických důvodů dohrány, resp. byly po dvou odehraných kolech zrušeny.